# Kvernes kommun
Kvernes kommun (norska: Kvernes kommune) var en kommun i Møre og Romsdal fylke i västra Norge. Byn Kvernes utgjorde kommunens centralort.

## Administrativ historik
Kvernes kommun upprättades den 1 januari 1838 (som Qvernæs formannskapsdistrikt) när Formannskapslovene från 1837 trädde i kraft. Kommunen omfattade då hela nuvarande Averøy kommun, den mellersta delen av nuvarande Kristiansunds kommun, ett mindre område i den nordvästra delen av nuvarande Gjemnes kommun samt den östra delen av nuvarande Hustadvika kommun (Eide socken).
Mellan 1878 och 1903 genomfördes ett antal gränsregleringar med grannkommuner:
- 1 januari 1878: bebott område (15 invånare) från Buds kommun (?)
- 1 januari 1891: bebott område (gården Bollien med 15 invånare) från Buds kommun
- 8 juli 1903: obebott område från Bremsnes kommun (genom kunglig resolution)

Den 1 september 1893 bröts ett område med 477 invånare ut ur kommunen för att tillsammans med en delar av kommunerna Frei och Øre bilda Gjemnes kommun.
Den 1 januari 1897 bröts kommunerna Eide, Bremsnes och Kornstad ut ur kommunen som då minskade från 6 925 invånare före delningen till 857 invånare efter. Den återstående delen omfattade ett område i den sydöstra delen av nuvarande Averøy kommun (Kvernes socken).
Den 1 januari 1964 gick Kvernes kommun, tillsammans med delar av kommunerna Bremsnes och Kornstad, upp i den då nybildade Averøy kommun. Kommunens hade då 693 invånare.